# توپ طلای فیفا ۲۰۱۲
توپ طلای فیفا ۲۰۱۲ سومین مراسم توپ طلای فیفا بود که در ۷ ژانویه ۲۰۱۳ در زوریخ برگزار شد. در این مراسم لیونل مسی برای چهارمین بار به عنوان بهترین بازیکن جهان در سال ۲۰۱۲ برگزیده شد و توپ طلای فیفا را از آن خود کرد. ابی وامباک بازیکن تیم ملی آمریکا موفق شد عنوان بهترین بازیکن زن جهان را به خود اختصاص دهد. ویسنته دل بوسکه بهترین مربی جهان و پیا سوندهاگه بهترین مربی فوتبال زنان شدند.

## بهترین بازیکن سال
| رتبه | نام بازیکن         | ملیت     | باشگاه                                                 | درصد   |
| ---- | ------------------ | -------- | ------------------------------------------------------ | ------ |
| 1st  | لیونل مسی          | آرژانتین | باشگاه فوتبال بارسلونا                                 | ۴۱٫۶۰٪ |
| 2nd  | کریستیانو رونالدو  | پرتغال   | باشگاه فوتبال رئال مادرید                              | ۲۳٫۶۸٪ |
| 3rd  | آندرس اینیستا      | اسپانیا  | باشگاه فوتبال بارسلونا                                 | ۱۰٫۹۱٪ |
| 4th  | ژاوی               | اسپانیا  | باشگاه فوتبال بارسلونا                                 | ۴٫۰۸٪  |
| 5th  | رادامل فالکائو     | کلمبیا   | باشگاه فوتبال اتلتیکو مادرید                           | ۳٫۶۷٪  |
| 6th  | ایکر کاسیاس        | اسپانیا  | باشگاه فوتبال رئال مادرید                              | ۳٫۱۸٪  |
| 7th  | آندره‌آ پیرلو       | ایتالیا  | باشگاه فوتبال یوونتوس                                  | ۲٫۶۶٪  |
| 8th  | دیدیه دروگبا       | ساحل عاج | باشگاه فوتبال چلسی باشگاه فوتبال شانگهای گرینلند شنهوآ | ۲٫۶۰٪  |
| 9th  | رابین فن پرسی      | هلند     | باشگاه فوتبال آرسنال باشگاه فوتبال منچستر یونایتد      | ۱٫۴۵٪  |
| 10th | زلاتان ابراهیموویچ | سوئد     | باشگاه فوتبال آ.ث. میلان باشگاه فوتبال پاری سن-ژرمن    | ۱٫۲۴٪  |
| 11th | ژابی آلونسو        | اسپانیا  | باشگاه فوتبال رئال مادرید                              | ۱٫۰۹٪  |
| 12th | یحیی توره          | ساحل عاج | باشگاه فوتبال منچستر سیتی                              | ۰٫۷۶٪  |
| 13th | نیمار              | برزیل    | باشگاه فوتبال سانتوس                                   | ۰٫۶۱٪  |
| 14th | مسعود اوزیل        | آلمان    | باشگاه فوتبال رئال مادرید                              | ۰٫۴۱٪  |
| 15th | وین رونی           | انگلستان | باشگاه فوتبال منچستر یونایتد                           | ۰٫۳۹٪  |
| 16th | جانلوئیجی بوفون    | ایتالیا  | باشگاه فوتبال یوونتوس                                  | ۰٫۳۵٪  |
| 17th | سرخیو آگوئرو       | آرژانتین | باشگاه فوتبال منچستر سیتی                              | ۰٫۳۰٪  |
| 18th | سرخیو راموس        | اسپانیا  | باشگاه فوتبال رئال مادرید                              | ۰٫۲۲٪  |
| 19th | مانوئل نویر        | آلمان    | باشگاه فوتبال بایرن مونیخ                              | ۰٫۲۱٪  |
| 20th | سرخیو بوسکتس       | اسپانیا  | باشگاه فوتبال بارسلونا                                 | ۰٫۲۰٪  |
| 21st | جرارد پیکه         | اسپانیا  | باشگاه فوتبال بارسلونا                                 | ۰٫۱۱٪  |
| 22nd | کریم بنزما         | فرانسه   | باشگاه فوتبال رئال مادرید                              | ۰٫۱۱٪  |
| 23rd | ماریو بالوتلی      | ایتالیا  | باشگاه فوتبال منچستر سیتی                              | ۰٫۰۷٪  |

### ترکیب یازده نفر برتر سال
| پست       | نام بازیکن        | ملیت     | باشگاه                       |
| --------- | ----------------- | -------- | ---------------------------- |
| دروازه‌بان | ایکر کاسیاس       | اسپانیا  | باشگاه فوتبال رئال مادرید    |
| مدافع     | دنی آلوز          | برزیل    | باشگاه فوتبال بارسلونا       |
| مدافع     | سرخیو راموس       | اسپانیا  | باشگاه فوتبال رئال مادرید    |
| مدافع     | جرارد پیکه        | اسپانیا  | باشگاه فوتبال بارسلونا       |
| مدافع     | مارسلو            | برزیل    | باشگاه فوتبال رئال مادرید    |
| هافبک     | ژابی آلونسو       | اسپانیا  | باشگاه فوتبال رئال مادرید    |
| هافبک     | ژاوی              | اسپانیا  | باشگاه فوتبال بارسلونا       |
| هافبک     | آندرس اینیستا     | اسپانیا  | باشگاه فوتبال بارسلونا       |
| مهاجم     | لیونل مسی         | آرژانتین | باشگاه فوتبال بارسلونا       |
| مهاجم     | رادامل فالکائو    | کلمبیا   | باشگاه فوتبال اتلتیکو مادرید |
| مهاجم     | کریستیانو رونالدو | پرتغال   | باشگاه فوتبال رئال مادرید    |

## بهترین مربی
| رتبه | نام مربی        | ملیت     | تیم                           | درصد   |
| ---- | --------------- | -------- | ----------------------------- | ------ |
| 1st  | ویسنته دل بوسکه | اسپانیا  | تیم ملی فوتبال اسپانیا        | ۳۴٫۵۱٪ |
| 2nd  | ژوزه مورینیو    | پرتغال   | باشگاه فوتبال رئال مادرید     | ۲۰٫۴۹٪ |
| 3rd  | پپ گواردیولا    | اسپانیا  | باشگاه فوتبال بارسلونا        | ۱۲٫۹۱٪ |
| 4th  | روبرتو دی ماتئو | ایتالیا  | باشگاه فوتبال چلسی            | ۱۲٫۰۲٪ |
| 5th  | الکس فرگوسن     | اسکاتلند | باشگاه فوتبال منچستر یونایتد  | ۵٫۸۲٪  |
| 6th  | یورگن کلوپ      | آلمان    | باشگاه فوتبال بروسیا دورتموند | ۴٫۷۸٪  |
| 7th  | چزاره پراندلی   | ایتالیا  | تیم ملی فوتبال ایتالیا        | ۳٫۳۴٪  |
| 8th  | روبرتو مانچینی  | ایتالیا  | باشگاه فوتبال منچستر سیتی     | ۳٫۱۰٪  |
| 9th  | یوآخیم لوو      | آلمان    | تیم ملی فوتبال آلمان          | ۱٫۱۵٪  |
| 10th | یوپ هاینکس      | آلمان    | باشگاه فوتبال بایرن مونیخ     | ۱٫۰۰٪  |

## جایزه پوشکاش فیفا
| رتبه | نام بازیکن     | ملیت    | تیم                          | درصد |
| ---- | -------------- | ------- | ---------------------------- | ---- |
| 1st  | میروسلاو ستاچ  | اسلواکی | باشگاه فوتبال فنرباغچه       | ۷۸٪  |
| 2nd  | رادامل فالکائو | کلمبیا  | باشگاه فوتبال اتلتیکو مادرید | ۱۵٪  |
| 3rd  | نیمار          | برزیل   | باشگاه فوتبال سانتوس         | ۷٪   |